# S/S Norrland (1837)
S/S Norrland var en hjulångare, som byggdes 1837 för Norrländska Ångfartygsbolaget. S/S Norrland var Norrlands första hjulångare i reguljär trafik.
S/S Norrland byggdes av Kolboda varv och levererades 1837 till Stockholm för Norrländska Ångfartygsbolaget. Jungfruresan gjordes i juni samma år mellan Stockholm-Haparanda, och i augusti blev fartyget satt i en rutt mellan Umeå och Vasa (då Nikolajstad).
År 1857 såldes hon till ett rederi i Gävle, vilket hon tillhörde tills omkring 1861–1862, då hon havererade i en storm.